# Shadows from the Walls of Death
Shadows from the Walls of Death (lett. Ombre dalle pareti della morte) è un libro realizzato dal chimico Robert C. Kedzie a Lansing nel 1874 in cento copie. Il volume, di cui ad oggi rimangono quattro esemplari, ha la caratteristica di possedere un livello tossico e potenzialmente letale di arsenico. Contiene infatti campioni di carta da parati prodotta con colori a base di tale sostanza, sulla cui pericolosità l'autore intendeva sensibilizzare il pubblico.

## Realizzazione
La pubblicazione venne prodotta dal dottor Robert Clark Kedzie (1823-1902), docente di chimica presso il College agricolo statale del Michigan (oggi Università statale del Michigan) e dagli anni settanta dell'Ottocento membro della Commissione sanitaria dello stato, al fine di sensibilizzare la popolazione sulla tossicità della carta da parati contenente arsenico. Se all'epoca era infatti nota la pericolosità dell'ingerimento della sostanza, erano sottovalutati gli effetti della sua presenza nella carta da parati, che era estremamente diffusa: secondo dati dell'American Medical Association sul finire del XIX secolo circa il 65% della carta da parati degli Stati Uniti conteneva colori realizzati a base di arsenico, come il verde di Parigi e il verde di Scheele. Tali colori si potevano infatti ottenere a basso costo e davano risultati di elevato livello estetico. Una correlazione tra l'esposizione a tali tipologie di carta da parati e gravi sintomi patologici era stata già individuata fin dal 1839 dal chimico tedesco Leopold Gmelin, a seguito della pubblicazione dei cui studi la domanda di colori all'arsenico era calata solo temporaneamente; le sue considerazioni vennero infatti messe in discussione tanto da parte dei produttori quanto da parte di alcuni medici, portando ad un vasto rilancio della circolazione del prodotto negli Stati Uniti nel corso degli anni sessanta del secolo. Ciò determinò l'avvio di varie campagne di sensibilizzazione sulla nocività e sugli effetti potenzialmente mortali delle colorazioni a base di arsenico.

## Struttura del libro

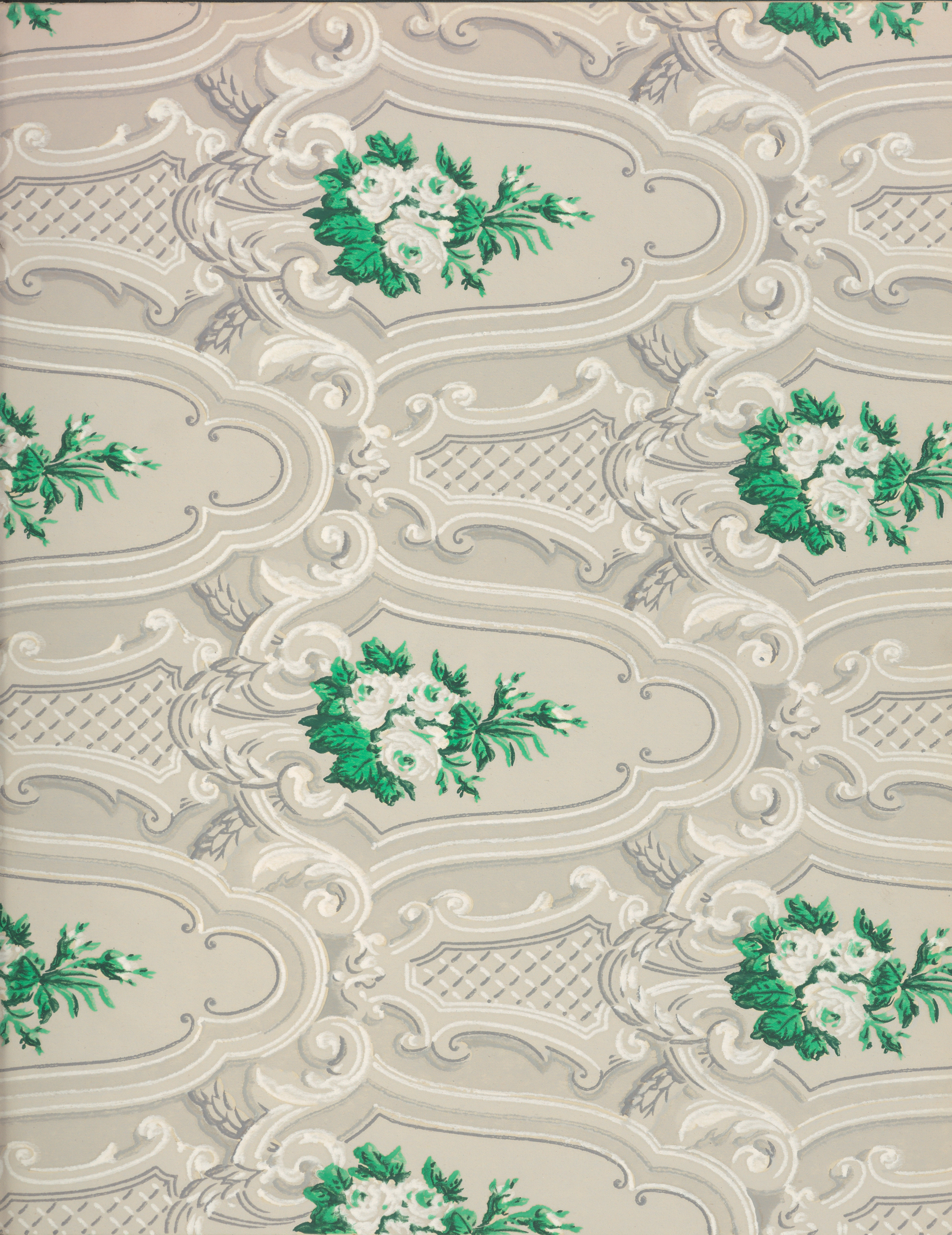
Uno dei campioni di carta da parati presenti nel libro

Shadows from the Walls of Death, realizzato da Kedzie in cento copie, conteneva 84 campioni di carta da parati con arsenico, acquistata presso rivenditori di Lansing, Detroit e Jackson; oltre a ciò, conteneva una prefazione di otto pagine dell'autore, una nota della Commissione sanitaria che spiegava i propositi del libro ed avvertiva di non lasciarlo maneggiare ai bambini, e il frontespizio, dove era riprodotto un brano del Levitico:
(Levitico, 14, 37-40, in Robert C. Kedzie, Shadows from the Walls of Death)

## Consultazione
I volumi vennero inviati alle biblioteche del Michigan, dove potevano essere consultati dal pubblico per un tempo massimo prestabilito indossando degli speciali guanti. Questa e le altre iniziative di sensibilizzazione ottennero gli effetti desiderati, tenendo conto che dagli anni successivi si segnalò una significativa e irreversibile diminuzione della diffusione dei colori a base di arsenico nella carta da parati e in altri oggetti di uso quotidiano. L'iniziativa di Kedzie e della Commissione sanitaria fu tuttavia anche bersaglio di critiche a causa della pericolosità del volume per gli utenti delle biblioteche. Proprio per questo motivo la maggior parte degli esemplari del libro fu distrutta, e oggi ne rimangono solo quattro copie. Una di queste, ciascuna delle cui pagine è stata incapsulata in una protezione di plastica nel 1998, si trova all'Università statale del Michigan, nella sezione "Collezioni speciali" della biblioteca. Le altre si trovano presso l'Università del Michigan, presso la Scuola di medicina dell'Università di Harvard e presso la National Library of Medicine. Quest'ultimo esemplare è oggi liberamente consultabile online dopo essere stato interamente digitalizzato seguendo particolari procedure di sicurezza.

## Edizione
- (EN) Robert C. Kedzie, Shadows from the Walls of Death, Lansing, W. S. George & Co., 1874.